# Церковь Богоматери (Копенгаген)
Церковь Богоматери, часто называемая Копенгагенским собором (дат. Vor Frue Kirke) — собор в Копенгагене, расположенный напротив главного здания Копенгагенского университета.
Церковь построена в начале XIX века по классицистическому проекту К. Ф. Хансена (1756—1845).

## История
Строительство первой коллегиальной церкви Святой Марии началось не позднее 1187 года при архиепископе Абсалоне. Церковь была расположена на самой высокой точке возле нового города Хавн, позже ставшего Копенгагеном. Абсалон был епископом Роскилле (Зеландия), бывшей тогда столицей Дании, и проводил большую часть своей жизни, защищая Данию от иностранных нападений. Он построил много церквей и монастырей, а также основал Копенгаген — балтийский портовый город Дании. Когда в 1178 году Абсалона назначили архиепископом Лундским, он принял эту должность только под угрозой отлучения. Строительство церкви Святой Марии продолжалось до 1209 года, когда на Благовещенье она была освящена преемником Абсалона, епископом Педером Сунесеном. Церковь была построена в романском стиле с полукруглыми арками внутри и снаружи.
В 1314 году пожар полностью уничтожил известняковую церковь, и она была восстановлена с использованием нового и популярного в то время строительного материала — большого красного кирпича. Здание было возведено в готическом стиле с типичными остроконечными арками. Восстановление простой церкви с длинным нефом и хорами продолжалось до 1388 года. Из-за нехватки денег большая  башня не была возведена вплоть до правления короля Кристиана II. Башня по высоте сравнялась с длиной, и, если судить по изображениям церкви того времени, была непропорциональна церкви по размеру.
Ещё раньше при церкви была основана школа. В 1479 году её часть стала Копенгагенским университетом. Реформация тяжело отразилась на церкви Святой Марии. Горожане решили последовать примеру Лютера, но римско-католические священники Святой Марии пытались сохранить церковь как центр католического сопротивления переменам в Копенгагене. По королевскому указу римско-католическим и лютеранским священникам было приказано использовать церковь совместно, что вызвало недовольство большей части населения Копенгагена. 27 декабря 1530 года сотни граждан штурмовали церковь Святой Марии, уничтожив каждую статую и разрушив хоры. Из семнадцати позолоченных алтарей были извлечены драгоценные камни и золотые украшения, а сами алтари разбиты. Даже само название церковь «Святой Марии» было изменено на церковь «Богоматери», сохранив посвящение Деве Марии, но без упоминания нелютеранского «святой» в имени.
Всего через год церковь Богоматери стала лютеранской под руководством Иоганна Бугенхагена, соратника Мартина Лютера. В 1539 году были назначены первые лютеранские суперинтенденты, ставшие позднее епископами Дании. В 1568 году декану церкви Богоматери было поручено установить порядок лютеранских церковных служб в Дании под руководством епископа Зеландии. С тех пор декан (а позднее епископ) церкви Богоматери исполнял эту роль в церкви Датского Народа.
Удары молнии повредили церковь в 1573 и 1585 годах, а башня и крыша частично обрушивались после возникших пожаров. Башня была в конечном счёте разрушена, но к 1609 году восстановлена. У неё был чрезвычайно высокий пирамидальный центральный шпиль с четырьмя более короткими шпилями по углам.
Средневековая церковь полностью сгорела в октябре 1728 года во время 4-дневного пожара, который уничтожил треть города. Все многочисленные часовни и восемьдесят эпитафий, посвящённых некоторым из самых выдающихся знатных и богатых прихожан, были утрачены. Десять лет спустя церковь была реконструирована по чертежам средневековой церкви: из красного кирпича с простым длинным нефом и округлыми хорами, и изящными дверями из песчаника под шпилем. В интерьере сочетались готика и изысканный барочный стиль того времени. Ряды высоких полукруглых окон пропускали естественный свет, а ребристые кирпичные своды, поддерживаемые двумя длинными рядами прямоугольных колонн, изгибались высоко над головой. Вдоль стен появились ряды новых часовен. Фридрих Эбиш (1672—1748) создал новый алтарь и кафедру в лучших традициях барокко. Древние надгробия на полу старой церкви были частично сохранены, хотя не всегда на первоначальном месте.
После пожара 1728 года новая башня поднялась ещё выше, чем предыдущая: она сужалась к высокому шпилю, спроектированному по образу шпиля церкви Сент-Мартин-ин-зе-Филдс в Лондоне. В 1743 году колокола из бывшей церкви Святого Николая были перенесены в новую башню, также к ним были добавлены четыре новых колокола. Самый большой «Королевский колокол» весил чуть более 6000 кг. В итоге башня насчитывала 42 колокола. В то время за дополнительную плату прихожане заказывали продолжительный звон колоколов во время свадеб и похорон, что вызывало недовольство студентов близлежащего университета, которых это отвлекало от занятий. На крыше над хорами была возведена меньшая башня в том же стиле.
В сентябре 1807 года собор пострадал во время бомбардировки Копенгагена британским королевским флотом под командованием адмирала Джеймса Гамбье. Британские артиллеристы использовали башню церкви Богородицы как ориентир; прицельный огонь разрушил башню до основания, а сама церковь и близлежащие здания сгорели.
Городские власти поручили построить новый собор Хансену — крупнейшему представителю датского классицизма. Из целей экономии при строительстве были использованы фрагменты уцелевших стен. Остатки прежних сводов взорвали, чтобы освободить место для церкви, построенной в новом стиле. Портик с колоннами, плоский свод, господство прямой линии не имеют ничего общего со средневековой архитектурой. Первый камень был заложен в 1817 году; работа была завершена к Пятидесятнице в 1829 году. Торвальдсену заказали украсить интерьер статуями Иисуса Христа и апостолов; при этом Иуда Искариот был заменён Павлом. Также Торвальдсен подарил церкви купель собственной работы.
Башня (высотой 60 метров), не предусмотренная первоначальным проектом, породила много споров. Архитектура классицизма чуждалась башен, но горожане настояли на её строительстве. Отправной точкой для архитектора послужила средневековая башня предыдущего здания. Эта высотная доминанта вмещает четыре колокола, в том числе и отлитый в 1828 году Сореном Хорнхавером 4-тонный колокол, который является самым тяжёлым в Дании.
Церкви Богородицы было присвоен статус собора только в 1924 году. Её относительно недавний статус собора обусловлен разделением Зеландии на две лютеранские епархии в 1922 году.
В 1977—1979 годах под руководством профессора Вильгельма Волерта (1920—2007) была проведена крупная внутренняя реконструкция, в результате которой были убраны многие сделанные за долгие годы различные дополнения в интерьере церкви. В 1995 году Marcussen&Søn построили новый большой центральный орган, а в 2002 году к нему прибавился орган в хорах. Склеп был преобразован в музей, в котором представлены модели здания в разные периоды.
- Купель (авт. Торвальдсен)
- Статуи, изображающие Иисуса Христа и апостолов (авт. Торвальдсен)
- Алтарь
- Свод собора
- Орган
- Интерьер собора
- Кафедра
- Моисей (авт. Г. В. Биссен)

## Королевские торжества
- 1363 — свадьба королевы Дании Маргрете I и короля Норвегии Хакона VI.
- 28 октября 1449 — коронация и свадьба короля Дании Кристиана I и королевы Доротеи Бранденбургской.
- 1536? — коронация короля Дании Кристиана III.
- 1559 — коронация короля Дании Фредерика II.
- 17 августа 1596 — коронация короля Дании Кристиана IV.
- 1648 — коронация короля Дании Фредерика III.
- 14 мая 2004 — свадьба датского кронпринца Фредерика и Мэри Элизабет Дональдсон.

## Захоронения
Внутри собора и на бывшем кладбище в том числе похоронены:
- Корт Сивертсен (1622—1675), адмирал
- Каспар Бартолин (1558—1628), анатом и теолог
- Томас Бартолин (1616—1680), врач, математик и теолог
- Пауль Эгеде (1708—1789), теолог, лингвист и миссионер
- Томас Финке (1561—1656), математик и врач
- Йохан Лудвиг Хольстеин (1694—1763), председатель Тайного совета
- Кристиан Хорребоу (1718—1776), астроном
- Арни Магнуссон (1663—1730), учёный и коллекционер
- Педер Палладиус (1503—1560), теолог и реформатор
- Кристен Фриис Роттбёлль (1727—1797), ботаник и врач
- Оле Рёмер (1644—1710), астроном
- Герхард Шёнинг (1722—1780), историк, писатель и педагог
- Оле Ворм (1588—1654), врач, натуралист и коллекционер